# Ayoreos
Els ayoreos (ayoreode o ayoréode) són un grup ètnic del Gran Chaco que viu en una àrea entre els rius Paraguai, Pilcomayo i Parapetí que s'estén entre Bolívia i Paraguai. Parlen l'ayoreo, classificat en la família lingüística zamucana. Els ayoreos practiquen la caça i l'agricultura, depenent de l'estació de l'any.
Es divideixen en diversos subgrups. Molts d'ells han estat expulsats dels boscos des dels anys 1970, mentre uns altres continuen vivint sense cap contacte amb l'exterior. En particular, els ayoreos-totobiegosode són l'única tribu no contactada de Sud-amèrica que ha sobreviscut fora de la conca amazònica.
A Bolívia els ayoreos estan representats per l'organització CANOB (Central Ayorea Nadiua de l'Orient Bolivià). En 2002 a Paraguai va néixer també una organització per als ayoreos, UNAP (Unió Nativa Ayoreo del Paraguai).

## Costums
Els ayoreos totobiegosode viuen en petites comunitats. Conreen carabasses, faves i melons en la terra arenosa i cacen en el bosc. Les grans tortugues, els porcs salvatges i l'abundant mel silvestre són menjades molt preades pels totobiegosode.
Quatre o cinc famílies viuen juntes en una casa comunal en el bosc. Un pilar central de fusta dona suport a una estructura voltada formada per branques més petites, i coronada per fang sec. Cada família disposa d'un foc propi en l'exterior. Només dormen dins quan plou. Els ayoreos que actualment viuen en comunitats sedentàries viuen en cabanyes individuals familiars.
El ritual ayoreo més important rep el seu nom de asojna, el chotacabras. El primer cant d'aquest ocell anunciava l'arribada de l'estació plujosa i un mes de celebracions i festejos. No obstant això, sota la influència de la Missió Noves Tribus, est i molts altres rituals van ser suprimits.

## Reduccions jesuïtes
En 1724 els jesuïtes Agustín Castañares i Ignacio Chomé van fundar la missió de Sant Ignasi dels Set amb indígenes ayoreos en l'actual Bolívia. La missió va fracassar i va ser abandonada en 1745. Amb alguns dels seus pobladors i grups chiquitanos el pare Miguel Streicher va fundar la reducció San Ignacio de Loyola (avui San Ignacio de Velasco). En ser expulsats els jesuïtes en 1768, va passar a l'administració civil.

## Problemes als quals s'enfronten
En els últims anys els latifundistes han envaït i destruït gran part de la terra dels ayoreos-totobiegosode, per a obrir passo a la ramaderia. La llei i la Constitució de Paraguai reconeixen el dret dels pobles indígenes a la propietat de les terres tradicionals. Des de fa més de vint anys els ayoreos reivindiquen una part del seu territori ancestral, però la pressió exercida pels latifundistes ha obstaculitzat, fins ara, les seves reivindicacions. Algunes empreses han destruït grans extensions del bosc; segons un estudi de la Universitat de Maryland, el Chaco paraguaià (última llar dels ayoreos no contactats) presenta la taxa de desforestació més alta del món.
Al juliol de 2012 algunes imatges satel·litàries difoses per l'organització Survival International van revelar que la societat Carlos Casado SA, controlada pel Grup San José, està talant en el nucli del territori reivindicat pels ayoreos. En l'àrea habiten molts totobiegosode en aïllament, extremament vulnerables a qualsevol contacte no desitjat amb l'exterior. Survival, autoproclamat «el moviment mundial pels drets dels pobles indígenes», secunda des de fa dècades les reivindicacions dels ayoreos i ha instat els inversors del Grup San José a boicotejar la societat com a protesta.
A setembre de 2013 i al llarg de 2014 noves imatges satel·litàries van confirmar que la companyia brasilera Yaguareté Porã, especialitzada en la producció de carn, continua destruint els boscos habitats pels ayoreos no contactats per a la ramaderia destinada al mercat europeu. Survival International va fer pública una comunicació dirigida a la Comissió Europea sol·licitant una recerca sobre les importacions de carn produïdes per la companyia.
A Bolívia molts ayoreos van migrar dels seus llocs d'origen, com a Santa Teresita i Rincón del Tigre, a l'àrea urbana de Santa Cruz de la Serra, trobant molts problemes de misèria, prostitució i alcoholisme en molts ayoreos.
Les TCOs Ayorea a Bolívia han tingut una forta influència de la missió evangèlica, la mateixa que els ha tret des del bosc on vivien originalment. El procés de viure en la civilització ha estat un canvi dràstic per als ayoreos, situació que va fer que no es compenetren del tot amb la societat, fins i tot són marginats per la seva pròpia condició.
La població que es va autoreconèixer com ayoreo zamuca en el cens bolivià de 2001 va ser de 798 persones. Aquest número va pujar a 2189 en el cens de 2012. D'ells 1994 se censaren al departament de Santa Cruz.
D'acord amb els resultats del III Cens Nacional de Població i Habitatges per a Pobles Indígenes de 2012 a Paraguai viuen 2481 ayoreos, dels quals 1513 en el departament del Boquerón i 968 en el departament d'Alt Paraguai.